# Helltunnel
Der Helltunnel (norwegisch Helltunnelen) ist ein einröhriger Straßentunnel zwischen den Kommunen Malvik und Stjørdal in der norwegischen Region Trøndelag. Der Tunnel im Verlauf des Europastraße 6/Europastraße 14 ist 3.928 m lang. Ungefähr in der Mitte des Tunnels befindet sich ein Querschlag mit Ausfahrt nach Muruvika.